# 科尔法克斯 (华盛顿州)
科尔法克斯（英語：Colfax），是美国华盛顿州惠特曼县下属的一座城市。根据 2000年美国人口普查，该市有人口2,844人。根据2010年美国人口普查，该市有人口2,805人。而2011年估计该市有2,839人。